# Edme Carreau
Pour les articles homonymes, voir Carreau.
Edme Marie Alexandre Carreau est un homme politique français né le 26 février 1799 à Tannerre en Puisaye (Yonne) et décédé le 4 janvier 1871 à Tannerre en Puisaye.

## Biographie
Edme Carreau est le fils d'Edme Marien Carreau, maire de Tannerre, et de Marie Sophie Ragon. Propriétaire terrien, il est député de l'Yonne de 1848 à 1849, siégeant avec les républicains modérés.

## Sources
- « Edme Carreau », dans Adolphe Robert et Gaston Cougny, Dictionnaire des parlementaires français, Edgar Bourloton, 1889-1891 [détail de l’édition]